# Studentenverbindungen in Czernowitz

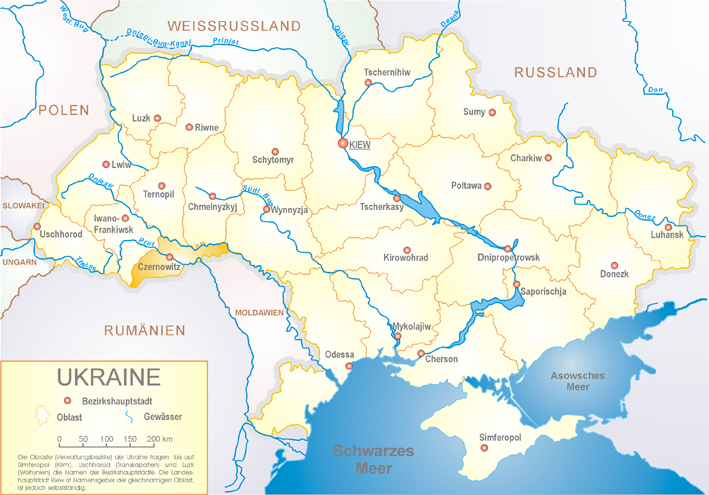
Lage von Czernowitz in der heutigen Ukraine. Die nächsten Studentenverbindungen waren in Brünn (923 km), Wien (1003 km) und Prag (1125 km).

Die Studentenverbindungen in Czernowitz spiegelten die Völker- und Religionsvielfalt in Czernowitz. Nach 1875 gab es über 40 Studentenverbindungen in der fünfsprachigen Hauptstadt der Bukowina. Mit der Besetzung durch die Sowjetunion 1940, dem Zweiten Weltkrieg und der Angliederung an die Ukrainische SSR 1944 endete das Verbindungsleben in Czernowitz.

## Franz-Josephs-Universität

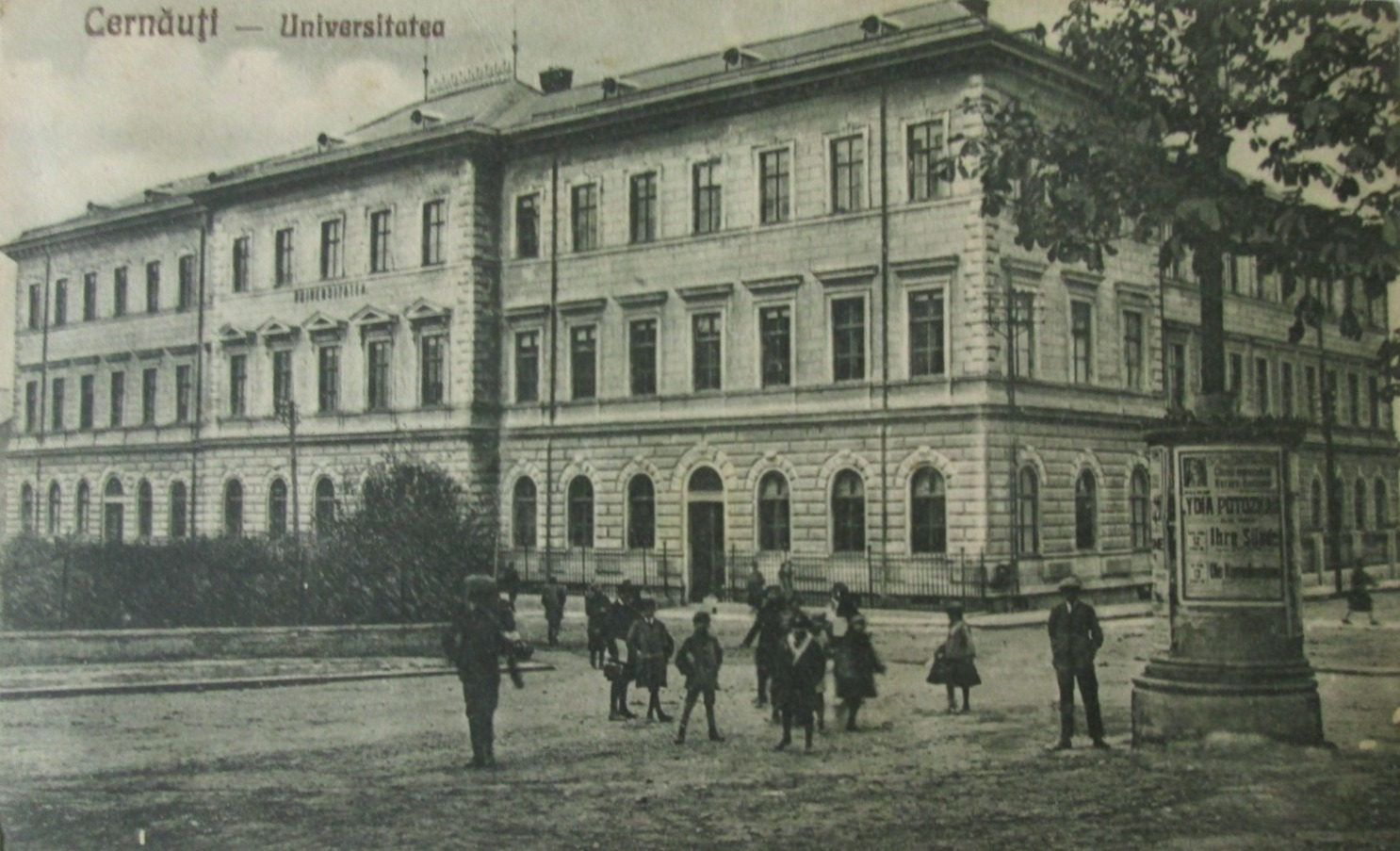
Hauptgebäude der Universität in der Zwischenkriegszeit

Als die Bukowina mit der Hauptstadt Czernowitz hundert Jahre – seit 1849 als Kronland – zu Österreich-Ungarn gehörte, gründete Franz Joseph I. am 4. Oktober 1875 die nach ihm benannte Universität Czernowitz. Triest, Olmütz, Brünn, Laibach und Salzburg hatten damit das Nachsehen. Zu der Entscheidung hatte nicht unwesentlich beigetragen, dass die Universität Lemberg 1867 polonisiert worden war. Nach dem verlorenen Deutschen Krieg, dem Ende des Deutschen Bundes und der Kleindeutschen Lösung mit der Deutschen Reichsgründung wollte Habsburg seine Macht im Osten zeigen und mit Czernowitz ein Gegengewicht zur Kaiser-Wilhelms-Universität im westlichen Straßburg schaffen.
Dass die Franz-Josephs-Universität zwischen Rumänen und Ukrainern Deutsch als internationale Lehrsprache annahm, war dem Gründungsrektor Constantin Tomaszczuk zu verdanken. Als Sohn einer rumänischen Mutter und eines ukrainischen Vaters saß er für die Deutschliberale Partei im Reichsrat (Österreich). Dank seiner Klugheit hatte die östlichste deutschsprachige Universität (1000 km „hinter“ Wien) nicht nur Fakultäten für Griechisch-orthodoxe Theologie, Rechtswissenschaft und Philosophie, sondern auch die erste Lehrkanzel für Ukrainische Sprache und Ukrainische Literatur sowie den ersten Lehrstuhl für Kirchenslawisch.
Die Universität wurde am 4. und 5. Oktober 1875 eröffnet. Die Feierlichkeiten waren von der Wiener Landsmannschaft Bukowina ausgerichtet worden. Die Chargierten zogen von der Siebenbürgerstraße zum Universitätsgebäude. Richard Strele von Bärwangen leitete den Kommers im Circus. Die Festrede hielt Eduard Reiss, der jüdische Bürgermeister von Czernowitz. Erstmals erklang Joseph Victor von Scheffels neues Lied Verwundert hebt der Pruth im Schilf sein Haupt. Die „hohe Fremde“ in der 1. Strophe war die Alma Mater Czernowiciensis; denn „viel Gefolg“ – fast alle Professoren – musste von österreichischen und deutschen Universitäten in die Bukowina delegiert werden.

## Wiener Landsmannschaft Bukowina

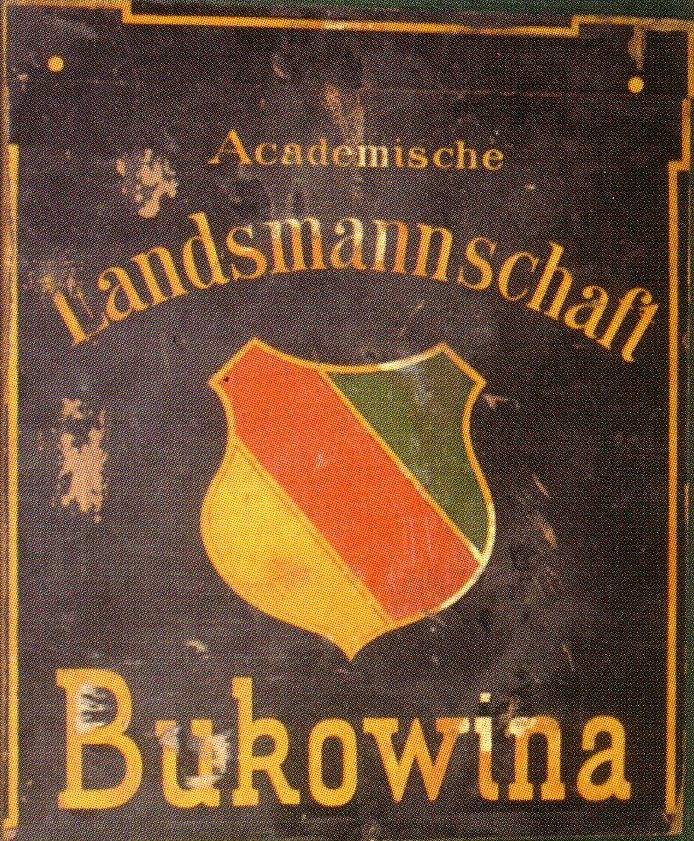
Hausschild der Wiener Landsmannschaft Bukowina. Das Blau ist zu Grün oxydiert.

Nach der Polonisierung der Universität Lemberg sammelten sich die buchenländischen Studenten fast ausschließlich an der Universität Wien. So wurde im Herbst 1868 der Bukowiner Studentenverein gegründet, der sich später zur „progressistischen  deutsch-akademischen Landsmannschaft“ wandelte. Als Couleur wählte man blau–rot–gold, die Farben Siebenbürgens. Auf den hellblauen Mützen verlief die Perkussion in umgekehrter Reihenfolge. Die Fuchsbänder waren blau–rot. Mit der Farbenwahl geriet die junge Verbindung in einen siebenjährigen Konflikt mit dem Corps Saxonia Wien, das die gleichen Farben zu dunkelblauen Mützen trug. 1881 legte die Saxonia für sich dunkelblau–scharlachrot fest, während die Bukowina am hellblau–karminrot festhielt.
Für die Mitglieder der Bukowina bewirkte die Gründung der Czernowitzer Universität zunächst eine gewaltige Motivation. Die Gründungsfeierlichkeiten wurden im Wesentlichen von ihr vorbereitet. Die Einladungen anderer Universitäten und Korporationen führte 350 auswärtige Ehrengäste in Österreichs äußersten Osten. Scheffel wurde gebeten, das offizielle Festlied zu schreiben. Als Komponisten wählte man Rudolf Weinwurm. Der Text des Bundesliedes ist von Josef Wiedmann, ein deutschnationaler Politiker aus der Bukowina. Eusebius Mandyczewski schrieb die Melodie wohl während des 1875 in Wien begonnenen Studiums.
Während in „Klein Wien“ das Korporationsleben rasch aufblühte und in den ersten Jahren von den Corps dominiert war, kam die Landsmannschaft Bukowina in Nöte – sie „verwienerte“. Nachwuchsmangel und Identitätszweifel äußerten sich in mehreren Namensänderungen. 1876 wurde der Bund Mitglied des Wiener Landsmannschafter Conventes und wie die anderen Wiener Landsmannschaften Mitglied des Lesevereins deutscher Studenten. Indem die Bukowina schon drei Monate später zum Deutsch-österreichischen Leseverein wechselte, geriet sie in offenen Konflikt mit den Burschenschaften, die Österreichs deutschnationale Bewegung vorantrieben.
Die Beziehungen nach Czernowitz bestanden vor allem in engen Kontakten zur dortigen Akademischen Lesehalle und zum Klub deutscher Studenten. Als der 1879 zur Landsmannschaft Arminia wurde, schlossen die beiden Bünde ein Kartell. Es zerbrach aber schon 1880, als die Arminia Burschenschaft wurde. Zwar hatte die Landsmannschaft Bukowina im Wintersemester 1878/79 noch 26 Aktive, jedoch war das Ende absehbar. Der burschenschaftliche Gedanke setzte sich durch und wurde selbst für den spärlichen Nachwuchs aus der Bukowina attraktiver. Der aktive Betrieb konnte nicht mehr aufrechterhalten werden. Hatte sie mit der Gründung der Franz-Josephs-Universität schon ihre angestammte Nachwuchsquelle verloren, scheiterte sie als „deutsch-österreichische“ Verbindung schließlich an der zunehmenden Dominanz der Burschenschaften. Der Convent zog am 8. Dezember 1882 die Konsequenz und beschloss die Vertagung. Sie wurde niemals mehr aufgehoben. Eine Mitgliederliste ist nicht erhalten, jedoch ist bekannt, dass der Gründungsrektor der Franz-Josephs-Universität Constantin Tomaszczuk (1840–1889) und der Bürgermeister von Czernowitz Eduard Reiss (1850–1907) Mitglieder waren.

## Verbindungen in Czernowitz
„Czernowitz, die einstige Hauptstadt des jüngsten österreichischen Kronlandes Bukowina, war dem europäischen Bewusstsein jahrzehntelang entzogen. Nachdem sie zwischen den Weltkriegen Teil des großrumänischen Reiches gewesen war, verschwand sie als sowjetische Provinz weit hinter dem Eisernen Vorgang. Von Joseph II. für die österreichische Krone gewonnen, erlebte die Stadt, die auf einem Hügel oberhalb des Karpatenstromes Pruth liegt, in franzisko-josephinischer Zeit ihre Blüte. Planmäßiger Ausbau ließ eine Metropole entstehen, die zwar gut 800 Kilometer östlich der Reichshauptstadt lag, aber mehr und den Vergleich herausforderte: Czernowitz – das kleine Wien. Der geschichtliche Verlauf von der spätmittelalterlichen moldavischen Zollstation zur habsburgischen Vorhut zwischen Galizien und Siebenbürgen ließ hier eine Fülle von Völkern zusammenströmen und seßhaft werden, die bei gleichzeitiger Betonung ihrer nationalen Eigenheiten einen Zustand friedlicher Koexistenz schufen. Während in den späten Jahren der Donaumonarchie ihre Völkervielfalt zum bedrohlichen Spannungsherd wurde, erwies sich Czernowitz als kreative Antithese. Höhepunkt der Stadtgeschichte war zweifellos die Errichtung einer Universität im Herbst 1875. Mit dem Einzug von Forschung und Lehre entwickelte sich hier auch eine studentische Subkultur, die sich nach westlicher Tradition in vielfältigen Gemeinschaftsbildungen äußerte: Korporationen, Verbindungen, Vereine, Lesehallen, Corps, Burschenschaften, Kosakenschaften oder wie immer die selbstgewählte Typisierung lauten mochte. Sie entstanden innerhalb der stärksten Ethnien, also der deutschen Volksgruppe, der Rumänen, der Polen, der Ruthenen und der Juden, in unterschiedlichen ideologischen Ausprägungen und nach österreichischem Vorbild in akademischen und pennalen Varianten. Und obwohl ihrer Entfaltung gerade einmal 65 Jahre Zeit blieben, sind innerhalb dieser Epoche mehr als 60 dieser vielgestaltigen Bünde nachzuweisen. So wurde die bukowinische Kapitale um ein weiteres Prädikat reicher: Czernowitz – das Heidelberg des Ostens.“

Zwölf Tage nach der Universitätseröffnung stiftete Strele das Corps Austria. Er begründete damit den unvergleichlichen Verbindungsreichtum von „Klein-Wien“. Sein Lied Im Buchwald fängt’s zu rauschen an gehörte zu den Morgengaben der Alma Mater. In seiner kulturellen, ethnischen und religiösen Vielfalt übertraf das „Heidelberg des Ostens“ wohl alle anderen Universitäten.
Nach ihrer Ausrichtung ließen sich unterscheiden: fünf „österreichische“, national indifferente (drei Corps und zwei Vereine), zwei deutschnationale (Burschenschaften), eine/zwei katholische (römisch, griechisch, armenisch), sechs rumänische (fünf schlagende), fünf ukrainische (drei schlagende), zwei polnische (ein katholischer Verein, eine Burschenschaft), neun jüdische (drei schlagende) und acht sonstige Korporationen.
Nach Anciennität bestanden:

### Corps

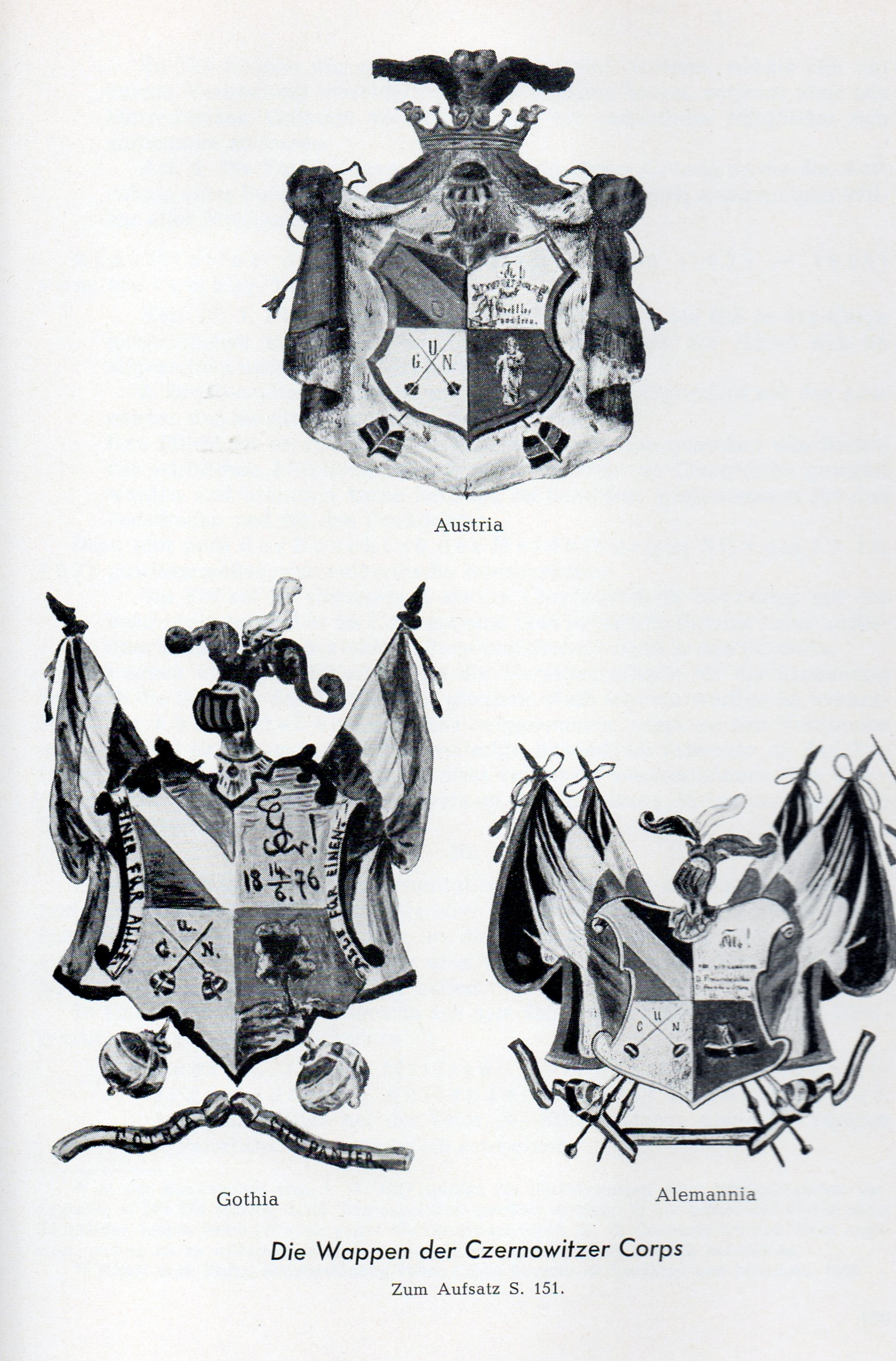
Wappen der Czernowitzer Corps

- Austria (1875–1914), schwarz-gold-schwarz, weißer Bummler[9][A 1]
- Gothia (1876–1926), grün-weiß-gold, grüner Bummler[4]
- Alemannia (1877–1937), schwarz-blau-gold, blauer Bummler[9]

Zu den Gründern der drei Corps gehörten der Athese Richard Strele von Bärwangen, die Prager Austrianer Goldenberg und Sauerquell sowie Viktor von Kaspar und Hartmüller.
Alemannia hatte auch nach dem Zweiten Weltkrieg viele gemeinsame Corpsbrüder mit Alemannia Wien und Frankonia Brünn, darunter Jonél Kalinczuk und Thaddäus von Dobrowolski.

### Ukrainische Verbindungen
- Sojuz (1875–1940), blau-gold-blau[8]
- Zaporoshe (1910–1940), 1990 als einzige Verbindung in Czernowitz reaktiviert und im Jahre 2010 abermals suspendiert, rot-weiß-gold
- Czornomore (1913–1940), blau-gold-blau
- AV Bukowina zu Czernowitz (seit 1997), dunkelblau-rot-grün

### Rumänische Verbindungen
Alle blau-gold-rot
- Arboroasa (1875–1940)
- Junimea (1878–1940)[9][A 2]
- Bucovina (1880–1940)[9]
- Academia ortodoxa (1884–1940)
- Dacia (1903–1940)

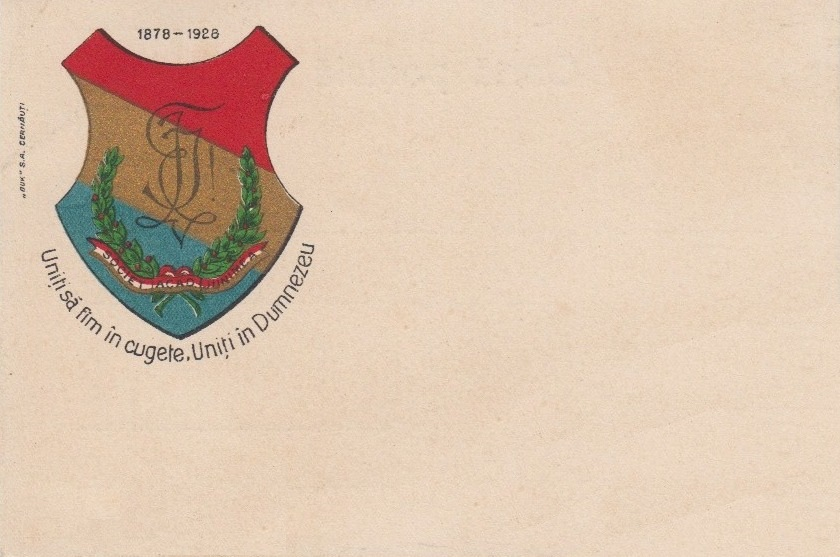
Couleurkarte der Junimea zum 50. Stiftungsfest

- Moldova (Burschenschaft, 1910–1940)

### Burschenschaften

Arminia

- Arminia (1880–1940), schwarz–rot–gold[12][A 3]
- Teutonia (1903–1940)[13]

### Polnische Verbindungen
- Oginsko (1884–1940), amaranthrot-silber-amaranthrot
- Lechia (Burschenschaft, 1910–1940), weiß-blau-rot

Lechia hatte Satisfaktion nur auf Säbel gegeben. 1920 führte sie die Bestimmungsmensur ein.

### Jüdische Verbindungen

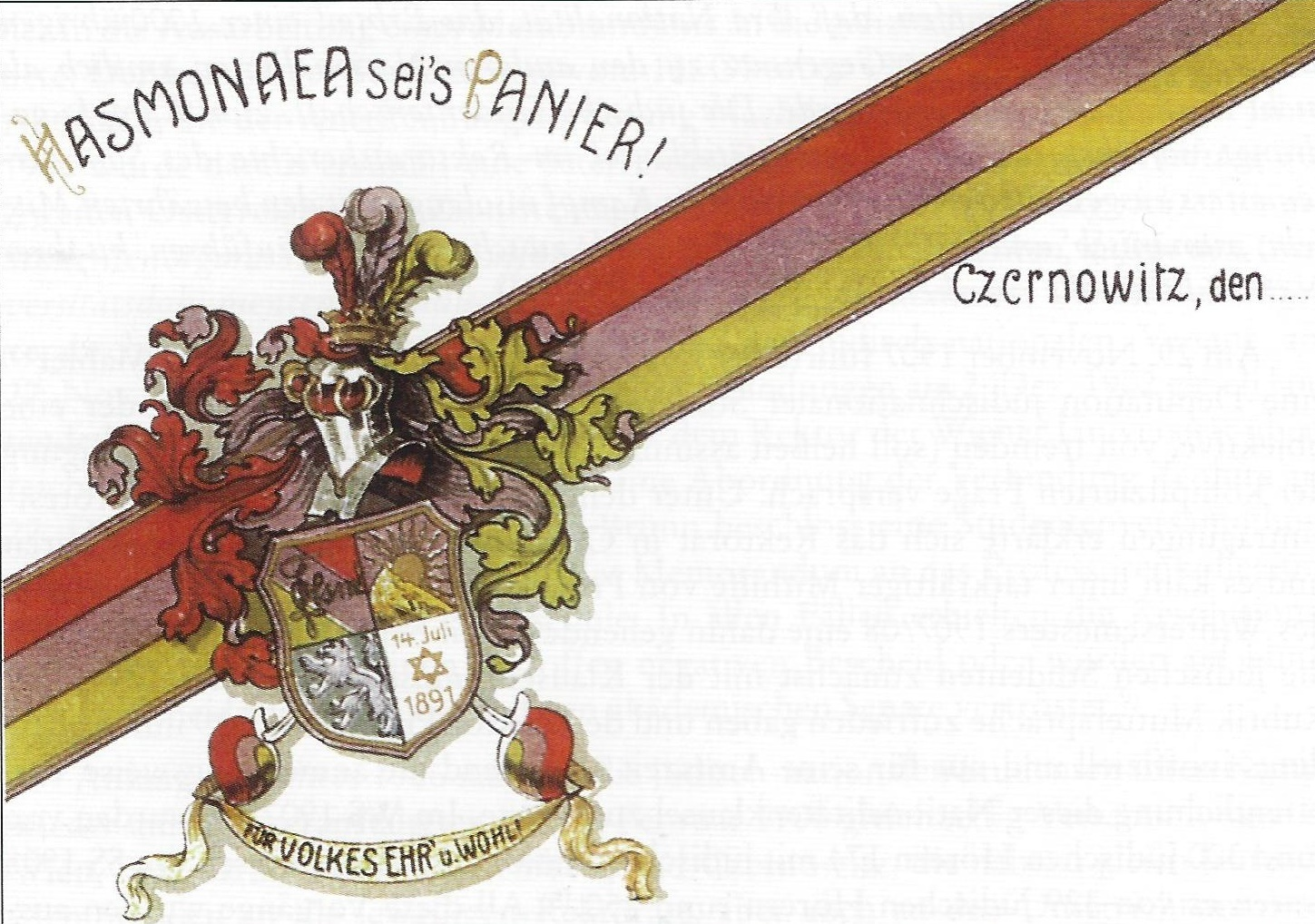
Hasmonaea

Zephira Czernowitz, Gruppenaufnahme 1938

- JANV Hasmonea (1891–1936), gegründet von Mayer Ebner, rot-violett-grün[8]
- Zephira (1897–1936), gold-weiß-blau
- Hebronia (1900–1936), grün-rot-gold[14]
- Humanitas (1900–1903), rot-gold-grün → Hebronia und Emunah
- Emunah (1903–1936), gold-violett-gold
- Jüdisch-akademischer Verein jüdischer Kultur (1910–1924), Pflege der jiddischen Sprache, hellblau-weiß-rot (farbenführend)
- Hatikwah (1914), violett-grün-gold
- Heatid (1918–1936), grün-silber-schwarz

Die Altherrenvereine von Hasmonea, Zephira, Hebronia und Heatid rekonstituierten sich 1950 in Israel.

### Katholische Verbindungen

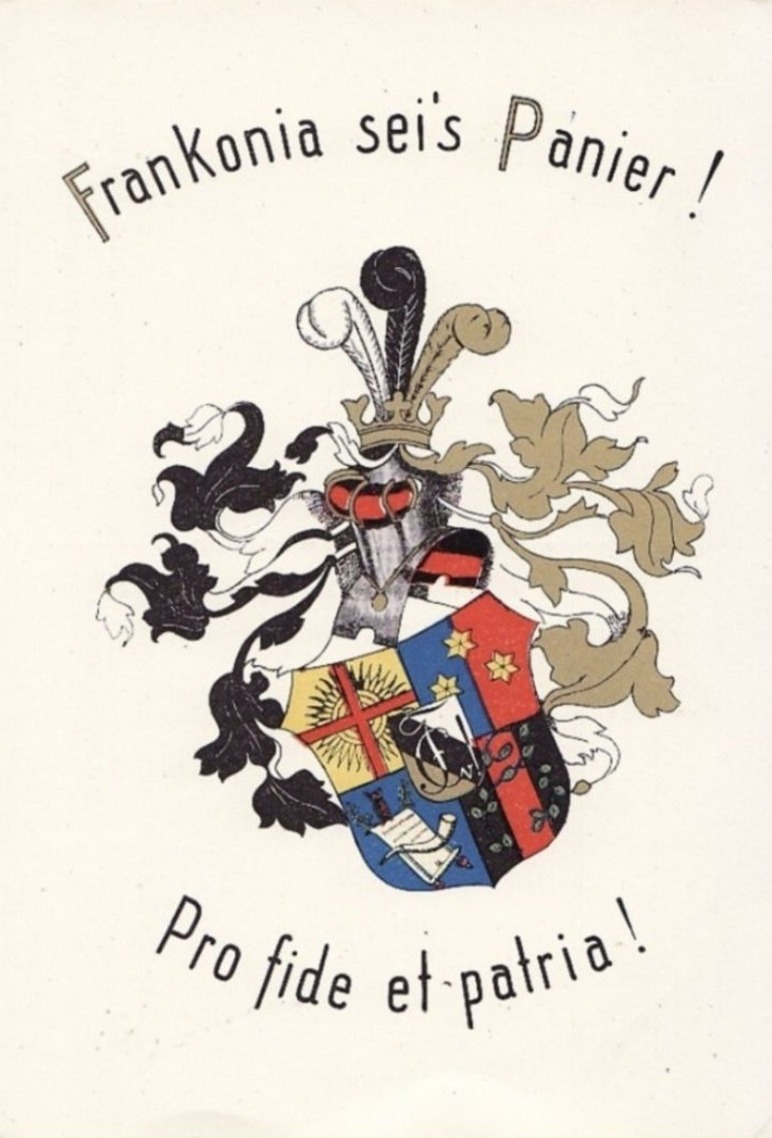
Frankonia im Cartellverband

- Unitas (1891–1906), weiß-schwarz-gold

→ Franconia (1906–1939), weiß-schwarz-gold
→ Germania (1913–?), rosa-moosgrün-gold
- Cartellverband (CV)

→ Frankonia (seit 1891), heute in Erlangen, weiß-schwarz-gold

### Mittelschülerverbindungen
Die Vielfalt der Hochschulkorporationen spiegelte sich mit Ausnahme rumänischer Vereinigungen auch auf Ebene der Mittelschulen, an denen ebenfalls Verbindungen entstanden. Da diese bis 1918 von den österreichischen Schulbehörden untersagt waren, entwickelten sie sich unter besonderer Patronanz der akademischen Bünde, denen sie vorgebildete Mitglieder zuführen sollten ("Profuxias").
CORPS
- Aria (1920–1937), Vorverbindung des Corps Alemannia, schwarz-weiß-hellblau

UKRAINISCHE VERBINDUNGEN
- Pohore (1912–?), Vorverbindung der Zaporoshe, himbeerrot-grün-gold
- Kubany (1914–?), Vorverbindung der Czornomore, blau-gold-rosa

BURSCHENSCHAFTEN
- Germania (1908–?), schwarz-rot-gold, später schwarz-weiß-rot
- Saxonia (seit 1906), schwarz-rot-gold, 1930 mit Libertas zu Saxo-Libertas fusioniert, 1992 in München reaktiviert
- Suevia (1907–1940), Vorverbindung der Burschenschaft Teutonia, schwarz-rot-gold
- Libertas (1910–1930), Vorverbindung der Burschenschaft Arminia, 1930 mit Saxonia zu Saxo-Libertas verschmolzen, schwarz-weinrot-gold
- Saxo-Germania (1920–1940), Vorverbindung der Burschenschaft Teutonia, schwarz-weiß-rot
- Saxo-Libertas (1930–1940), Fusion aus Saxonia und Libertas, die Farben der bisherigen Bünde wurden jeweils beibehalten

POLNISCHE VERBINDUNGEN

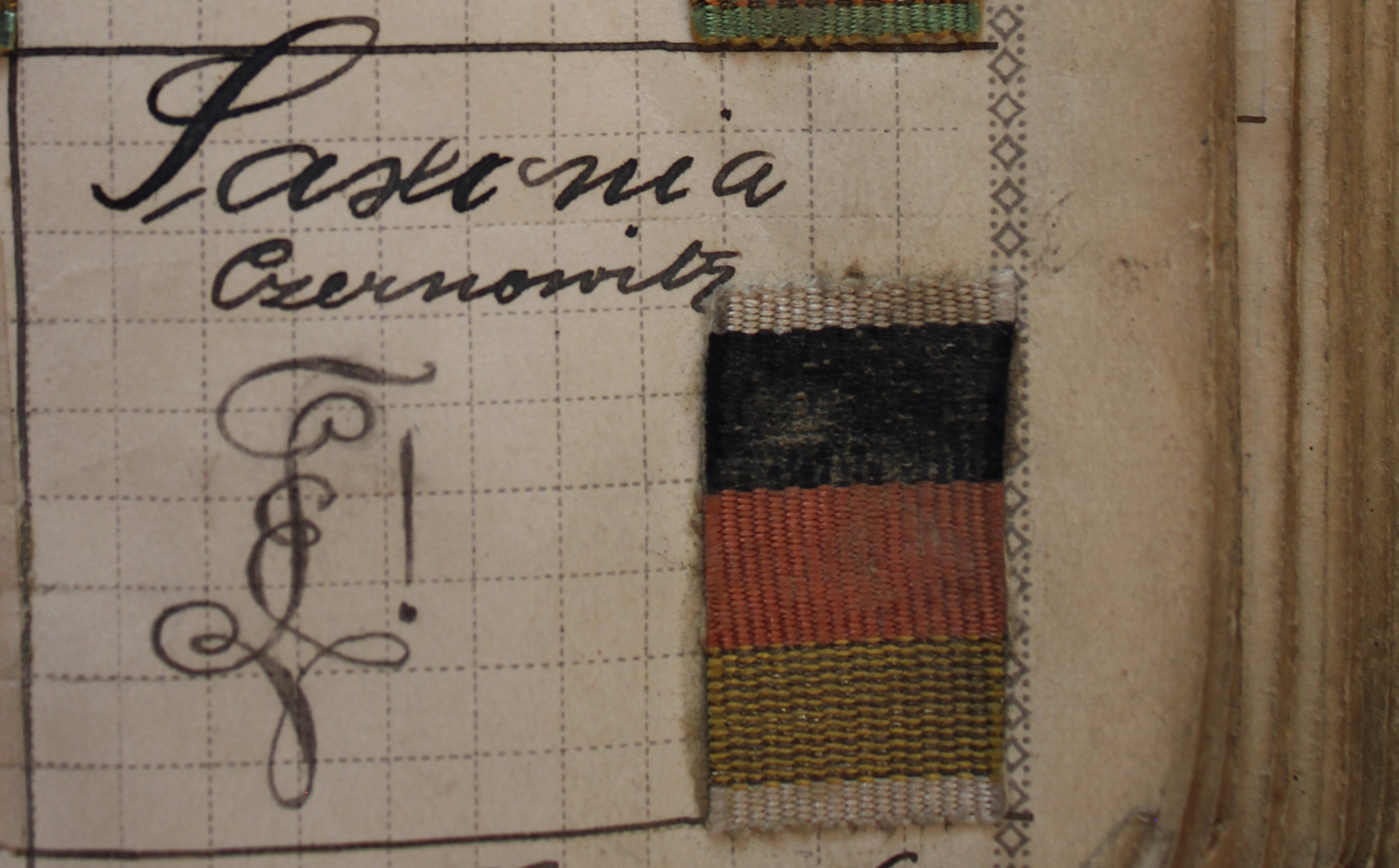
Burschenband und Zirkel der pennalen Burschenschaft Saxonia Czernowitz

- Jagiellonia (?–?), Vorverbindung der Lechia

JÜDISCHE VERBINDUNGEN

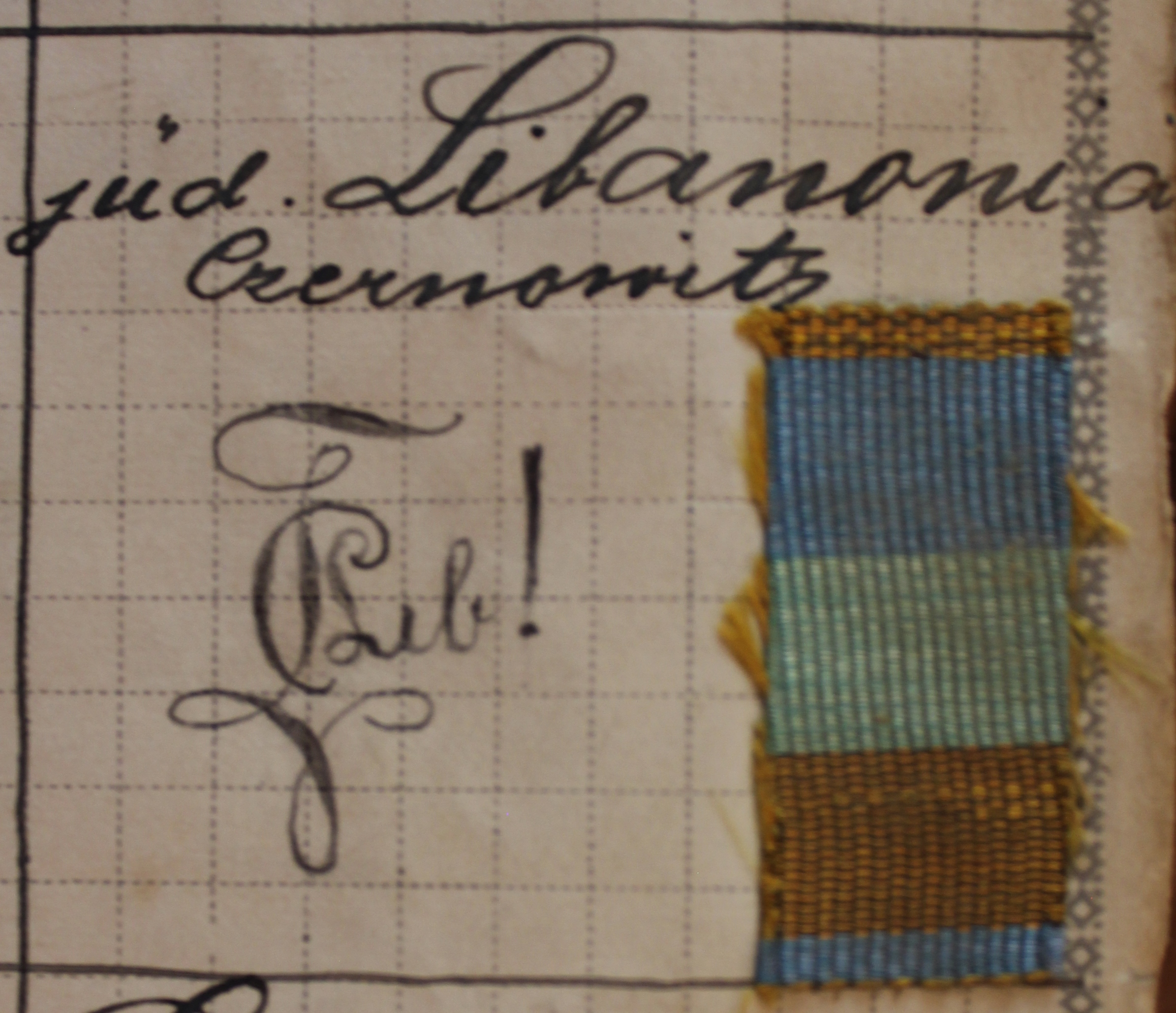
Zirkel und Bandabschnitt der jüdischen Mittelschülerverbindung Libanonia Czernowitz

- Chemdat Zion (nach 1897–?), Vorverbindung der Zephira
- Herzlia (nach 1897–?), Vorverbindung der Zephira
- Davidia (1905–?), Vorverbindung der Hasmonäa, grün-violett-gold
- Bar Kochba (?–1936), Vorverbindung der Zephira, vermutlich schwarz-grün-gold
- Libanonia (?–?), Vorverbindung der Hebronia, hellblau-lichtgrün-gold
- Zukunft (1916–1918), umgewandelt in Hochschulverbindung Heatid, grün-schwarz-gold
- Hasmonäa (?–?), hellblau-weiß-gold
- Kadimah (1927–?), autonome Gründung
- Hatikwah (?–?), technische Verbindung an der Staatsgewerbeschule, nahm 1935 die technische Verbindung Hajarden auf
- Moriah (1919–?), Verbindung zionistischer Handelsschüler[17]

KATHOLISCHE VERBINDUNGEN

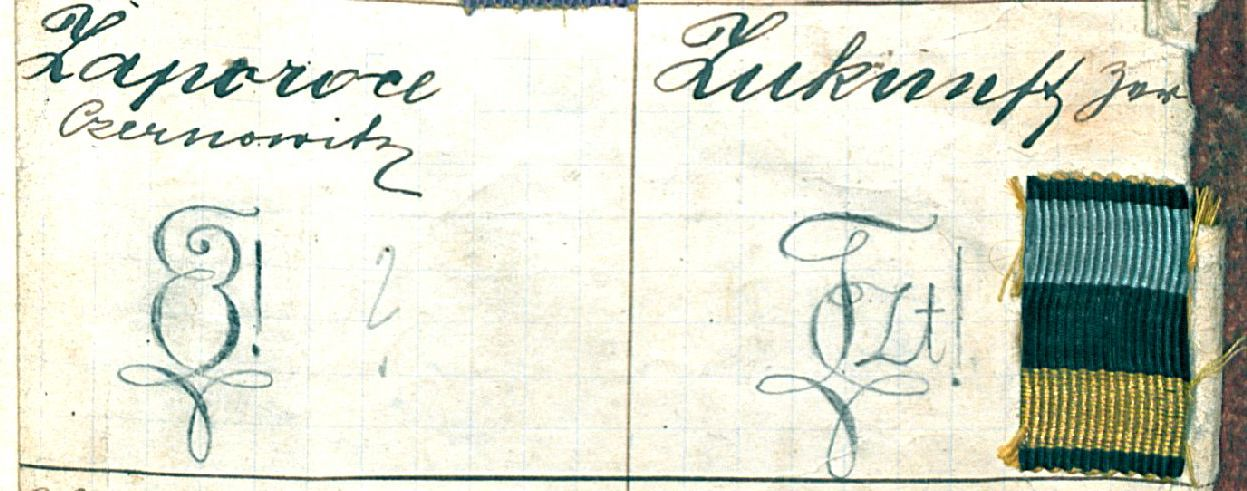
Zirkel der ukrainischen akademischen Kosakenschaft Zaporoze Czernowitz (links) und der jüdischen Mittelschülerverbindung Zukunft, existent 1916–1918 und umgewandelt in die akademische Verbindung Heatid (mit Bandabschnitt grün-schwarz-gold)

- Buchengau (seit 1922), Vorverbindung der Frankonia, besteht als Altherrenverband, weiß-orange-hellblau
- Borussia (seit 1927), Vorverbindung der Frankonia, Technikerverbindung an der Staatsgewerbeschule, Altherrenverband in Linz, rot-weiß-grün

## Nach Ende der Sowjetunion
Schon mit dem Ausbruch des Ersten Weltkriegs kam der Vorlesungsbetrieb und das akademische Leben zum Ende. Einige Verbindungen bestanden jedoch weiter, darunter die damals schlagende ukrainische Verbindung Zaporoshe. 1940, mit der Besetzung durch die Sowjetunion, wurde auch diese aufgelöst. 1990 wurde die UAV Zaporoshe als einzige Verbindung in Czernowitz reaktiviert, allerdings nichtschlagend. Zurzeit ist sie nicht mehr aktiv.

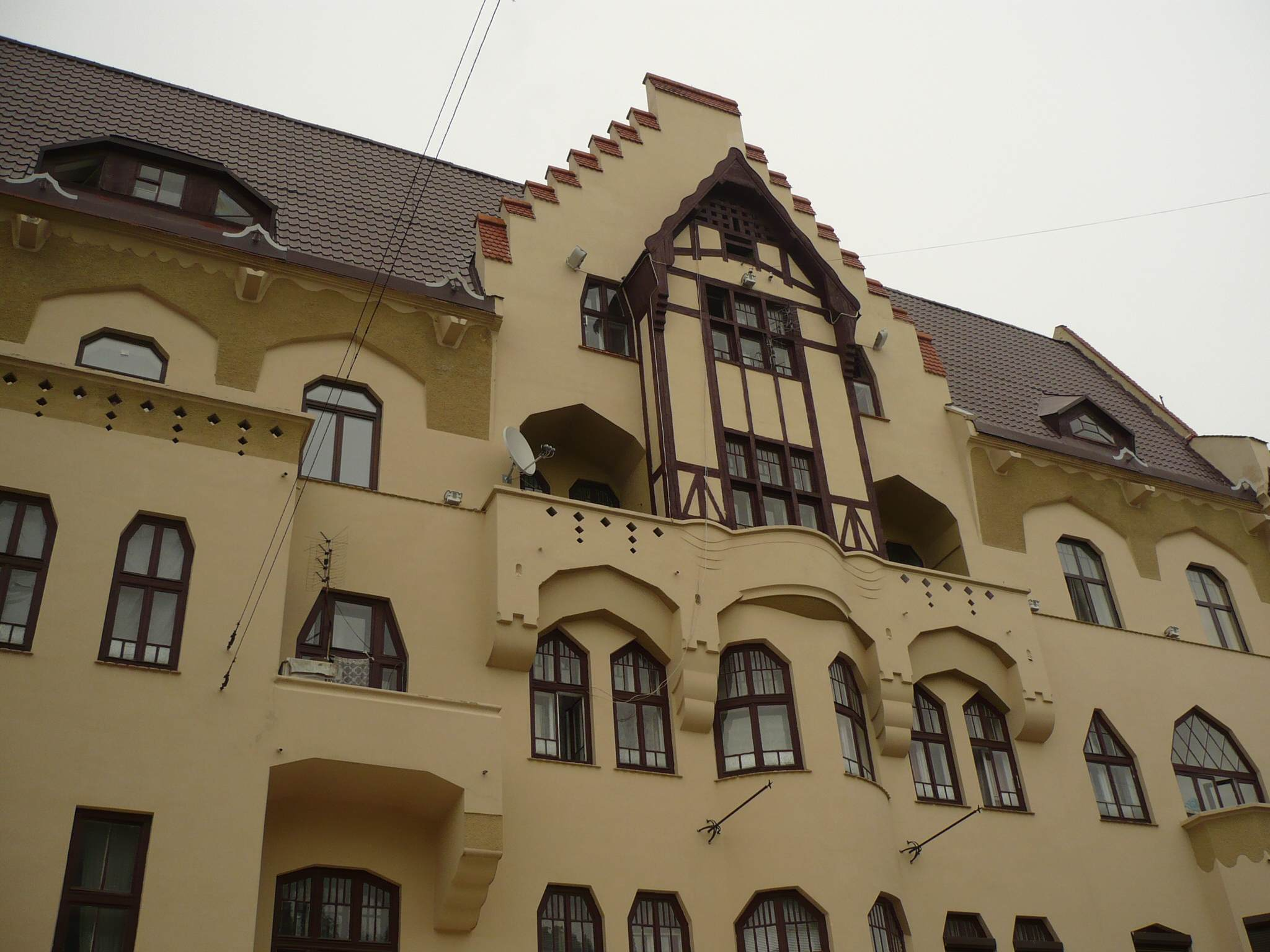
Das Deutsche Haus in Czernowitz, 1910 errichtet, um die Jahrtausendwende mit Unterstützung Deutschlands und Österreich saniert.

1997 wurde die Akademische Verbindung „Bukowina“ zu Czernowitz (ukrainisch Академічне Товариство “Буковина” в Чернівцях, AV Bukowina zu Czernowitz) von Doktoranden der historischen Fakultät an der Nationalen Jurij-Fedkowytsch-Universität Czernowitz als farbentragende akademische Korporation gegründet. Zur Zeit der Gründung war sie die einzige Studentenverbindung in der Ukraine, welche der alten europäischen Studententradition nach dem Comment folgt. Die Verbindungsfarben werden mit Verstandskraft, Ehre und Edel (dunkelblau), Energie und Handlung (rot) sowie ewige Jugend des bukowinischen Geistes (grün) erklärt.